# Mohamed Abdulrahman
Mohamed Abdulrahman Al-Amoodi (arab. محمد عبد الرحمن, ur. 4 lutego 1989 w Rijadzie, Arabia Saudyjska) – emiracki piłkarz występujący na pozycji napastnika w drużynie Al Ain.

## Kariera piłkarska
Mohamed Abdulrahman urodził się w Rijadzie w Arabii Saudyjskiej, podobnie jak jego bracia Omar Abdulrahman oraz Khaled Abdulrahman, którzy także są piłkarzami. Ich rodzice z pochodzenia są Jemeńczykami, ale wyjechali do Arabii Saudyjskiej. Cała rodzina otrzymała obywatelstwo ZEA w momencie, gdy trzej bracia zostali piłkarzami Al Ain.
W lidze Abdulrahman zadebiutował w 2008 roku i od tego czasu nieprzerwanie reprezentuje barwy Al Ain, z którym czterokrotnie świętował tytuł mistrza kraju (2012, 2013, 2015, 2018). W reprezentacji ZEA zadebiutował 9 października 2010 roku w towarzyskim starciu przeciwko Chile. Był w kadrze na Puchar Azji w piłce nożnej 2015, gdzie ZEA zajęło trzecie miejsce. Cztery lata później również znalazł się w kadrze na Puchar Azji.